# Absolute Dance opus 31
Absolute Dance opus 31, er en CD-udgivelse og kompilation i serien Absolute Dance udgivet i 2001.

## Spor
1. Safri Duo – "Played-A-Live (The Bongo Song)" (Radio Cut)
2. Warp Brothers – "We Will Survive" (Single Mix)
3. Fragma feat. Maria Rubia – "Everytime You Need Me" (Radio edit)
4. D-Devils – "The 6th Gate" (Radio Edit)
5. Me & My – "Fly High" (DJ Aligator Club Mix)
6. Propane vs. Aquagen – "I See Dead People" (Radio)
7. Lucy Pearl – "Don't Mess With My Man" (Mood II Swing Edit)
8. Darude – "Out Of Control" (Radio Version)
9. Destiny's Child – "Independent Woman Part I" (Maurice's Radion Mix)
10. Taiko – "Silence" (Radio Edit)
11. Kristine Blond – "Loveshy" (Radio Mix)
12. DJ Aligator Project – "Doggy Style" (Radio)
13. Balloon – "Monstersound" (Radio Mix #1)
14. The Untamed – "Part I & II" (Knights Of NI Mix)
15. Afro Medusa – "Pasilda" (Knee DeepRadio)
16. Brooklyn Bounce – "Bass, Beats & Melody" (Video Edit)
17. Santos – "Camels" (Radio Edit)
18. Public Domain- "Operation Blade (Bass In The Place London...)" (7" Radio Edit)
19. Mauro Picotto – "Proximus" (Radio Edit)
20. XPY – "Left / Right" (Absolute D. Mix)
21. Freedom – "Hang On" (Remix)